# Єкпінді (Жанакорганський район)
Єкпінді́ (каз. Екпінді) — село у складі Жанакорганського району Кизилординської області Казахстану. Адміністративний центр та єдиний населений пункт Єкпіндинського сільського округу.
У радянські часи село називалось Участок № 9 Єкпінді.
Населення — 926 осіб (2021; 953 у 2009, 855 у 1999, 627 у 1989).